# Кубок світу з біатлону 2013—2014 — етап 7
Сьомий етап Кубка світу з біатлону 2013—14 проходив в Поклюці, Словенія, з 6 по 9 березня 2014 року. До програми етапу було включено 6 гонок: спринт, гонка переслідування та мас-старт у чоловіків і жінок.

## Гонки
Розклад гонок наведено нижче.
| Дата       | Час       | Гонка                            |
| ---------- | --------- | -------------------------------- |
| 6 березня  | 12:30 CET | Чоловіки, спринт 10,0 км         |
| 6 березня  | 15:30 CET | Жінки, спринт 7,5 км             |
| 8 березня  | 11:15 CET | Чоловіки, переслідування 12,5 км |
| 8 березня  | 13:25 CET | Жінки, переслідування 10 км      |
| 10 березня | 11:15 CET | Чоловіки, мас-старт 15 км        |
| 10 березня | 13:25 CET | Жінки, мас-старт 12,5 км         |

## Чоловіки

### Призери
| Гонка:                                                                         | Золото:             | Час               | Срібло:               | Час               | Бронза:                       | Час               |
| Спринт 10 км Протокол [Архівовано 15 вересня 2015 у Wayback Machine.]          | Б'єрн Феррі Швеція  | 25:03.5 (0+1)     | Антон Шипулін Росія   | 25:05.0 (0+0)     | Арнд Пайффер Німеччина        | 25:06.2 (0+1)     |
| Переслідування 12,5 км Протокол [Архівовано 8 березня 2014 у Wayback Machine.] | Антон Шипулін Росія | 31:02.8 (1+0+0+0) | Б'єрн Феррі Швеція    | 31:11.4 (1+1+0+0) | Уле-Ейнар Б'єрндален Норвегія | 31:30.2 (0+1+0+1) |
| Мас-старт 15 км Протокол [Архівовано 9 березня 2014 у Wayback Machine.]        | Б'єрн Феррі Швеція  | 35:19.3 (0+0+0+0) | Мартен Фуркад Франція | 35:24.2 (0+0+0+0) | Євген Устюгов Росія           | 35:31.8 (0+0+0+0) |

## Жінки

### Призери
| Гонка:                                                                       | Золото:                     | Час               | Срібло:                    | Час               | Бронза:                 | Час               |
| Спринт 10 км Протокол [Архівовано 6 березня 2014 у Wayback Machine.]         | Катаріна Іннергофер Австрія | 21:19.1 (0+0)     | Дарія Віролайнен Росія     | 21:28.3 (0+0)     | Надія Скардіно Білорусь | 21:31.2 (0+0)     |
| Переслідування 10 км Протокол [Архівовано 8 березня 2014 у Wayback Machine.] | Кайса Мякяряйнен Фінляндія  | 32:01.0 (0+0+1+1) | Тура Бергер Норвегія       | 32:20.7 (1+0+1+0) | Доротея Вірер Італія    | 32:55.5 (1+0+2+0) |
| Мас-старт 12,5 км Протокол [Архівовано 12 березня 2014 у Wayback Machine.]   | Дарія Домрачева Білорусь    | 36:16.4 (0+1+0+1) | Кайса Мякяряйнен Фінляндія | 36:38.6 (0+1+1+0) | Ольга Зайцева Росія     | 36:52.3 (0+0+1+0) |

## Досягнення
Найкращий виступ за кар'єру
|  |  |

Перша гонка в Кубку світу
|  |  |